# Josef Schlegel (Politiker, 1869)

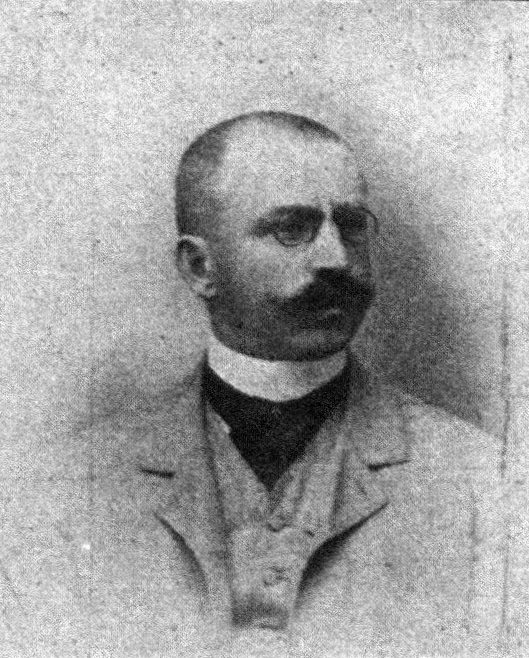
Josef Schlegel

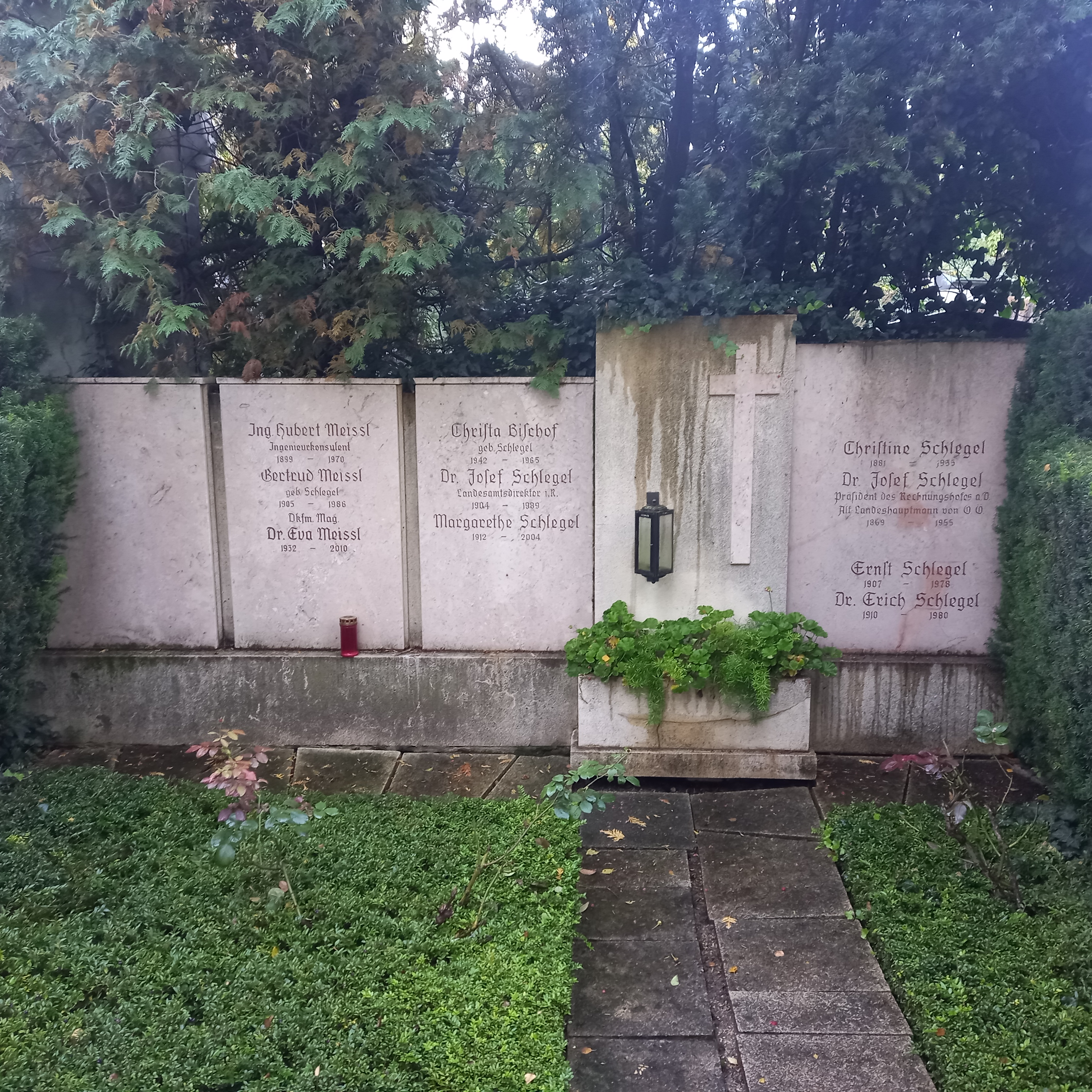
Das Grab von Josef Schlegel und seiner Ehefrau Christine im Familiengrab auf dem St. Barbara-Friedhof in Linz

Josef Schlegel (* 29. Dezember 1869 in Schönlinde, Böhmen; † 27. April 1955 in Linz) war ein österreichischer Politiker der christlichsozialen Partei.
Er bekleidete öffentliche Ämter einerseits in Wien als Abgeordneter sowohl während der österreichisch-ungarischen Monarchie als auch während der Übergangsphase zur Ersten Republik und andererseits in Oberösterreich als Abgeordneter im Land ob der Enns und als Abgeordneter, Regierungsmitglied, Landeshauptmann und Landtagspräsident im Land Oberösterreich bis zu den Februarkämpfen 1934.

## Leben
Josef Schlegel besuchte in Leitmeritz das Gymnasium, wo er 1888 maturierte und studierte anschließend in Wien und Bonn Rechtswissenschaften (Promotion 1893). Schlegel wurde Mitglied der katholischen Studentenverbindungen KAV Norica Wien (1888) KDStV Bavaria Bonn (1889), KDStV Vandalia Prag (1905), KÖHV Carolina Graz (1906), KÖStV Kürnberg Wien (1908), KÖStV Rudolfina Wien (1908) und KaV Marco-Danubia Wien (1909). Während seiner Studentenzeit war er an den Geschehnissen um die Austernschlacht beteiligt.
Nach dem Studium bekleidete er zunächst Posten an verschiedenen Gerichten, darunter von 1902 bis 1909 am Bezirksgericht in Perg, und wurde schließlich Gerichtsvorsteher in Linz.

## Politik
Von 1901 bis 1918 war er christlich-sozialer Reichsratsabgeordneter in Wien und gehörte von 1918 bis 1919 ebenfalls als christlich-sozialer Abgeordneter der Provisorischen Nationalversammlung an.
Ab 1903 war er auch Abgeordneter zum oberösterreichischen Landtag. Nach dem Ersten Weltkrieg übte er die Funktion als Finanzreferent der Landesregierung aus und war Landeshauptmannstellvertreter von Oberösterreich.
Am 23. Februar 1927 wurde Schlegel zum Landeshauptmann von Oberösterreich gewählt und war damit entsprechend der bis dahin geübten Tradition auch Landtagspräsident.
In seine Amtszeit fällt der Aufstieg der Heimwehr unter Ernst Rüdiger Starhemberg. Die Konflikte mit der Heimwehr führten am 17. Februar 1934 zu seinem Rücktritt als Landeshauptmann und zum Rückzug aus der Politik, da Schlegel zum demokratischen Flügel der Christlichsozialen zählte.
Nach dem Zweiten Weltkrieg wurde Schlegel am 23. Februar 1947 zum Präsidenten des Rechnungshofes bestellt, dem er bis 2. Juni 1953 vorstand.

## Sonstiges
In Perg wurde wegen dessen siebenjährigen Tätigkeit am örtlichen Bezirksgericht 1985 die Schlegelstraße benannt, in Linz erfolgte 2012 die Benennung der Josef-Schlegel-Straße.